# Constituição espanhola de 1978

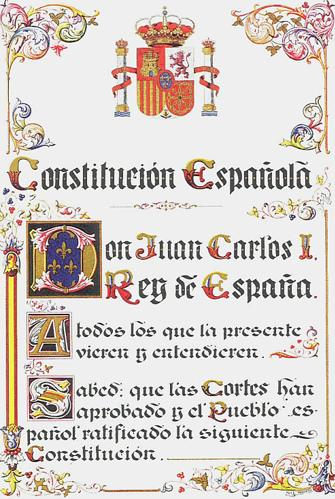
Primeira página da Constituição da Espanha.

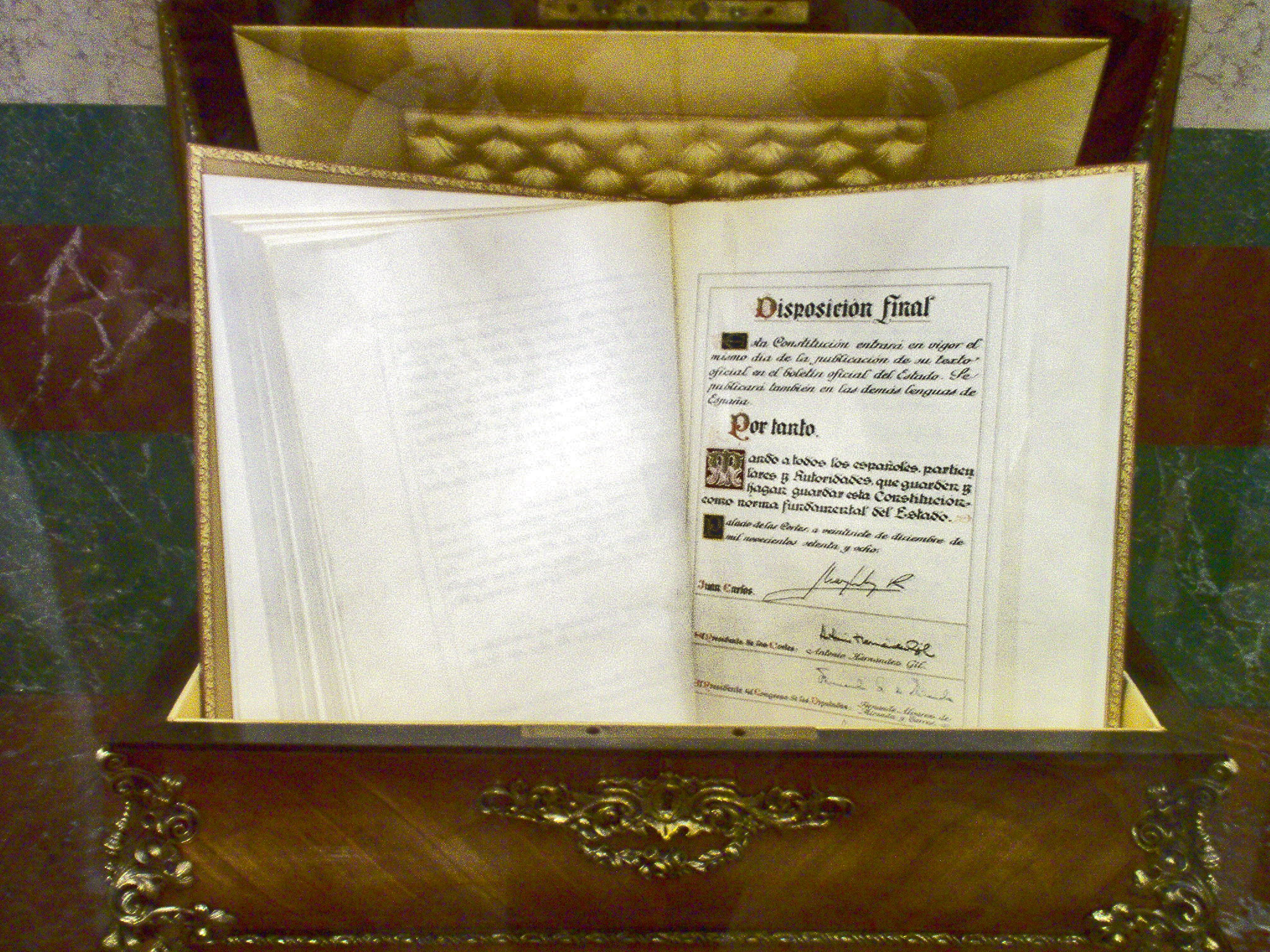
Exemplar da Constituição conservado no Congresso dos Deputados.

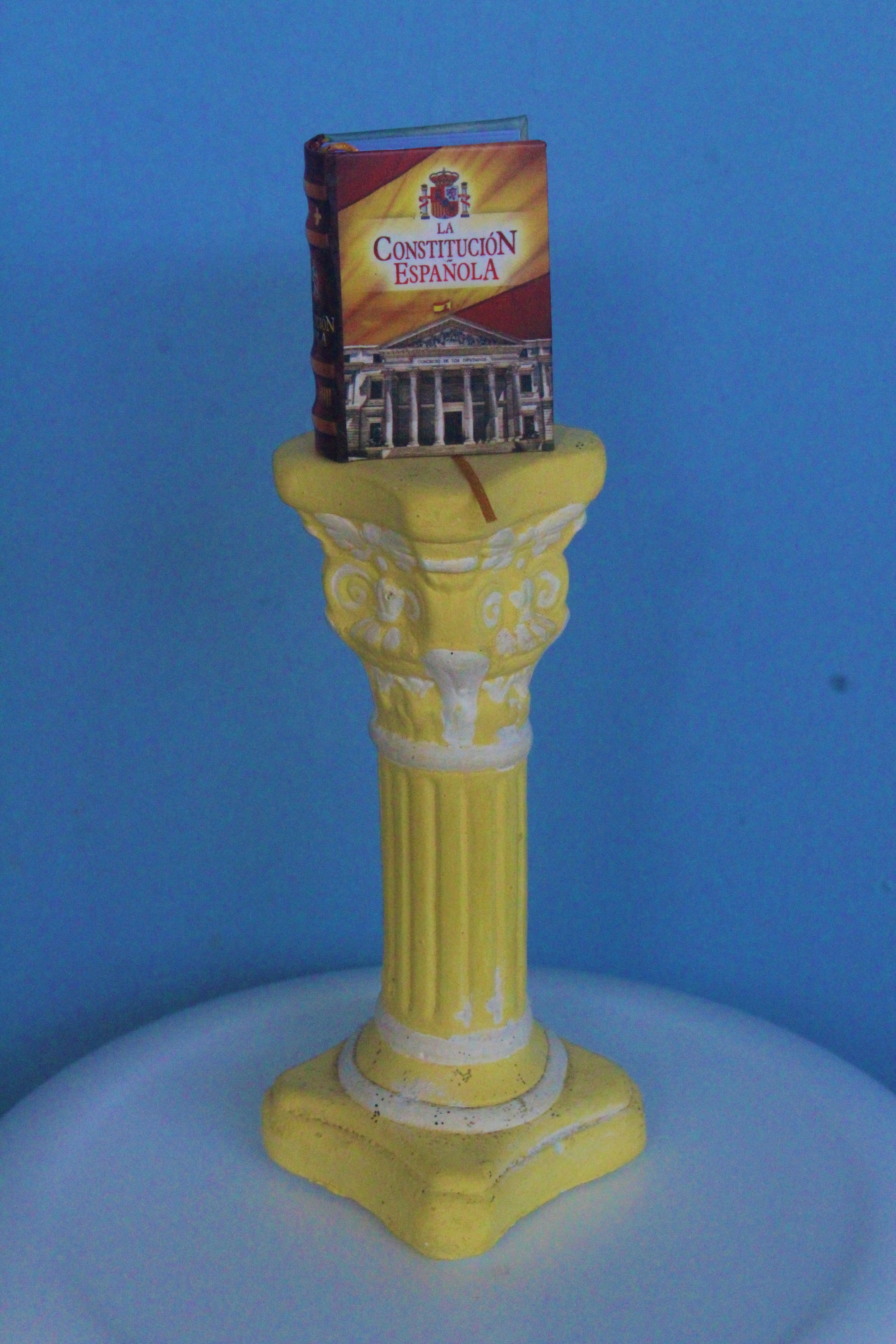
Versão em mini livro da da editora os Os Menores Livros do Mundo.

A Constituição Espanhola de 1978 é a actual Constituição Espanhola; é a lei fundamental da organização jurídica espanhola, à qual ficam sujeitos os poderes públicos e os cidadãos da Espanha, em vigor desde 29 de agosto de 1978. É consequência de um processo histórico denominado Transição Espanhola que converteu o regime franquista de 1975 numa monarquia constitucional.
A Constituição foi ratificada em referendo a 6 de agosto de 1978, sendo posteriormente sancionada pelo Rei a 27 de agosto e publicada no Boletim Oficial do Estado a 29 de dezembro do mesmo ano. A promulgação da Constituição implica a culminação oficial da chamada Transição Espanhola, que teve lugar como consequência da morte, a  20 de novembro de 1975, do ditador Francisco Franco, precipitando uma série de acontecimentos políticos e históricos que transformarão o anterior regime franquista num Estado Social e Democrático de Direito, sob a forma política da Monarquia Parlamentar.
O seu título preliminar proclama um Estado social e democrático de Direito que propugna como valores superiores do ordenamento jurídico a liberdade, a justiça, a igualdade e o pluralismo político. Assim mesmo, afiança o princípio de soberania popular, e estabelece a monarquia parlamentar como forma de governo.
A Constituição estabelece uma organização territorial baseada na autonomia de municípios, províncias e Comunidades Autônomas, regendo entre eles o princípio de solidariedade.
O Rei é o Chefe do Estado, figura que desempenha funções de natureza eminentemente simbólica e que carece de poder efetivo de decisão. Os seus atos têm uma natureza regrada, cuja validez dependerá do referendo da autoridade competente que, segundo o caso, será o Presidente do Governo, o Presidente do Congresso dos Deputados, ou um Ministro.
A separação dos poderes, ideia fundamental no pensamento liberal, é o eixo do sistema político. Na base, a soberania nacional permite a escolha, por sufrágio universal (por todos os cidadãos maiores de 18 anos), dos representantes do povo soberano nas Cortes, configuradas com base em um bicameralismo constituído pelo Congresso dos Deputados e o Senado. Ambas as Câmaras compartilham o poder legislativo, se bem que existe uma preponderância do Congresso dos Deputados, o qual é, aliás, o responsável exclusivo pela investidura do Presidente do Governo, e o seu eventual cesse por moção de censura ou moção de confiança. Porém, tanto o Congresso como o Senado exercem uma tarefa de controle político sobre o Governo mediante as perguntas e interpelações parlamentares.
O Governo, cujo Presidente é investido pelo Congresso dos Deputados, dirige o poder executivo, incluindo a Administração Pública. Os membros do Governo serão designados pelo Presidente, e junto a ele, comporão o Conselho de Ministros, órgão colegiado que ocupa a cúspide do poder executivo.
O Governo responde solidariamente pela sua atuação política frente do Congresso dos Deputados, o qual, dado o caso, poderá destituí-lo em bloco mediante uma moção de censura, que necessariamente incluirá um candidato alternativo que será imediatamente investido Presidente do Governo.
O poder judiciário recai nos juízes e no Conselho Geral do Poder Judicial como o seu máximo órgão de governo. O Tribunal Constitucional controla que as leis e as atuações da administração pública se ajustem à Carta Magna.